# Cratere Eupithes
Eupithes è un cratere sulla superficie di Teti.